# Dodona nicevillei
Dodona nicevillei är en fjärilsart som beskrevs av Carl August Dohrn 1899. Dodona nicevillei ingår i släktet Dodona och familjen Riodinidae. Inga underarter finns listade i Catalogue of Life.